# Neil Broad
Neil Broad (* 20. November 1966 in Kapstadt, Südafrika) ist ein ehemaliger britischer Tennisspieler.

## Leben
Broad besuchte die Texas Christian University in Fort Worth und wurde in die Bestenauswahl All-American gewählt. Er wurde 1986 Tennisprofi und begann sich bald auf das Herrendoppel zu spezialisieren. Seinen ersten Doppeltitel auf der ATP World Tour erreichte er 1989 an der Seite von Gary Muller in Washington. Im Laufe seiner Karriere gewann er insgesamt sieben Doppelturniere. Zudem stand er in 17 Finalbegegnungen, darunter beim Masters-Turnier in Cincinnati. Dort unterlag er mit Muller gegen die Australier Darren Cahill und Mark Kratzmann. Seine höchste Notierung in der Tennis-Weltrangliste erreichte er 1989 mit Position 84 im Einzel sowie 1990 mit Position neun im Doppel.
Sein bestes Einzelergebnis bei einem Grand-Slam-Turnier war das Erreichen der zweiten Runde bei den Australian Open, den French Open und in Wimbledon. In der Doppelkonkurrenz erreichte er 1990 an der Seite von Gary Muller das Halbfinale, in Wimbledon und bei den US Open konnte er mit Piet Norval jeweils einmal ins Viertelfinale vorstoßen. Mit Mariaan de Swardt kam er 1997 ungesetzt bis ins Halbfinale des Mixed-Wettbewerbs von Wimbledon, wo sie dem Team Larisa Neiland und Andrei Olchowski in drei knappen Sätzen unterlagen.
Broad spielte zwischen 1992 und 2000 elf Doppelpartien für die britische Davis-Cup-Mannschaft, seine Bilanz 4-7. In dieser Zeit konnte sich die Mannschaft zwei Mal für die Weltgruppe qualifizieren, scheiterte jedoch jeweils in der ersten Runde. Seine Doppelpartner waren unter anderem Jeremy Bates, Greg Rusedski und Tim Henman. Bei den Olympischen Sommerspielen 1996 trat er an der Seite von Tim Henman für Großbritannien an. Durch einen Halbfinalsieg über das deutsche Doppel Marc-Kevin Goellner und David Prinosil zogen sie ins Finale ein, wo sie bei der Partie um die Goldmedaille den Australiern Todd Woodbridge und Mark Woodforde unterlegen waren und die Silbermedaille gewannen.
In seiner letzten Saison im Jahr 2000 bildete er im Herrendoppel der Australian Open ein Team mit dem 18-jährigen Roger Federer, sie verloren ihre erste Partie.
Broad ist verheiratet und hat eine Tochter.

## Erfolge
| Legende                       |
| Grand Slam                    |
| Olympische Spiele             |
| Tennis Masters Cup            |
| ATP Masters Series            |
| ATP International Series Gold |
| ATP International Series      |
| ATP Challenger Tour           |

### Einzel

#### Turniersiege
| Nr. | Datum         | Turnier      | Belag     | Finalgegner       | Ergebnis      |
| --- | ------------- | ------------ | --------- | ----------------- | ------------- |
| 1.  | 4. Juli 1988  | Dublin       | Sand      | Tobias Svantesson | 7:6, 4:6, 6:3 |
| 2.  | 18. Juli 1988 | Johannesburg | Hartplatz | Piet Norval       | 3:6, 6:4, 6:4 |

### Doppel

#### Turniersiege

##### ATP Tour
| Nr. | Datum              | Turnier     | Belag     | Partner          | Finalgegner                         | Ergebnis      |
| --- | ------------------ | ----------- | --------- | ---------------- | ----------------------------------- | ------------- |
| 1.  | 8. Januar 1989     | Adelaide    | Hartplatz | Stefan Kruger    | Mark Kratzmann Glenn Layendecker    | 6:2, 7:6      |
| 2.  | 30. Juli 1989      | Washington  | Hartplatz | Gary Muller      | Jim Grabb Patrick McEnroe           | 6:7, 7:6, 6:4 |
| 3.  | 7. Oktober 1990    | Toulouse    | Hartplatz | Gary Muller      | Michael Mortensen Michiel Schapers  | 7:6, 6:4      |
| 4.  | 9. Februar 1992    | Mailand     | Teppich   | David Macpherson | Sergio Casal Emilio Sánchez Vicario | 5:7, 7:5, 6:4 |
| 5.  | 14. August 1994    | San Marino  | Sand      | Greg Van Emburgh | Jordi Arrese Renzo Furlan           | 6:4, 7:6      |
| 6.  | 2. August 1998     | Umag        | Sand      | Piet Norval      | Jiří Novák David Rikl               | 6:1, 3:6, 6:3 |
| 7.  | 20. September 1998 | Bournemouth | Sand      | Kevin Ullyett    | Wayne Arthurs Alberto Berasategui   | 7:6, 6:3      |

##### Challenger Tour
| Nr. | Datum              | Turnier        | Belag         | Partner       | Finalgegner                      | Ergebnis      |
| --- | ------------------ | -------------- | ------------- | ------------- | -------------------------------- | ------------- |
| 1.  | 14. Dezember 1987  | Port Elizabeth | Hartplatz     | Stefan Kruger | Craig Boynton Tom Mercer         | 4:6, 6:4, 6:2 |
| 2.  | 21. Dezember 1987  | Kapstadt       | Hartplatz     | Stefan Kruger | Mike Bauer Luke Jensen           | 6:4, 6:2      |
| 3.  | 4. Juli 1988       | Dublin         | Sand          | Stefan Kruger | Marcos Hocevar Alexandre Hocevar | 4:6, 7:5, 7:6 |
| 4.  | 12. September 1988 | Johannesburg   | Hartplatz     | Stefan Kruger | Brent Haygarth Byron Talbot      | 7:6, 6:4      |
| 5.  | 14. Februar 1994   | Cherbourg      | Hartplatz (i) | Johan de Beer | Donald Johnson Kent Kinnear      | 7:6, 2:6, 6:3 |
| 6.  | 11. Juli 1994      | Newcastle      | Rasen         | Simon Youl    | Joshua Eagle Tom Kempers         | 6:4, 6:7, 6:4 |

#### Finalteilnahmen
| Nr. | Datum              | Turnier        | Belag         | Partner          | Finalgegner                        | Ergebnis      |
| --- | ------------------ | -------------- | ------------- | ---------------- | ---------------------------------- | ------------- |
| 1.  | 10. Juli 1989      | Newport        | Rasen         | Stefan Kruger    | Patrick Galbraith Brian Garrow     | 6:2, 5:7, 3:6 |
| 2.  | 18. Februar 1990   | Toronto Indoor | Teppich (i)   | Kevin Curren     | Patrick Galbraith David Macpherson | 6:2, 4:6, 3:6 |
| 3.  | 6. August 1990     | Cincinnati     | Hartplatz     | Gary Muller      | Darren Cahill Mark Kratzmann       | 6:7, 2:6      |
| 4.  | 24. September 1990 | Basel          | Hartplatz (i) | Gary Muller      | Stefan Kruger Christo van Rensburg | 6:4, 6:7, 3:6 |
| 5.  | 19. Oktober 1992   | Lyon (1)       | Teppich (i)   | Stefan Kruger    | Jakob Hlasek Marc Rosset           | 1:6, 3:6      |
| 6.  | 19. April 1993     | Seoul          | Hartplatz     | Gary Muller      | Jan Apell Peter Nyborg             | 7:5, 6:7, 2:6 |
| 7.  | 7. Juni 1993       | Queen’s Club   | Rasen         | Gary Muller      | Todd Woodbridge Mark Woodforde     | 7:6, 3:6, 4:6 |
| 8.  | 6. Juni 1994       | Florenz        | Sand          | Greg Van Emburgh | Jon Ireland Kenny Thorne           | 6:7, 3:6      |
| 9.  | 26. September 1994 | Palermo        | Sand          | Greg Van Emburgh | Tom Kempers Jack Waite             | 6:7, 4:6      |
| 10. | 24. Juli 1995      | Amsterdam      | Sand          | Wayne Arthurs    | Marcelo Ríos Sjeng Schalken        | 6:7, 2:6      |
| 11. | 15. April 1996     | Barcelona      | Sand          | Piet Norval      | Luis Lobo Javier Sánchez           | 1:6, 3:6      |
| 12. | 17. Juni 1996      | Nottingham     | Rasen         | Piet Norval      | Mark Petchey Danny Sapsford        | 7:6, 6:7, 4:6 |
| 13. | 23. Juli 1996      | Atlanta        | Hartplatz     | Tim Henman       | Todd Woodbridge Mark Woodforde     | 4:6, 4:6, 2:6 |
| 14. | 30. September 1996 | Lyon (2)       | Teppich (i)   | Piet Norval      | Jim Grabb Richey Reneberg          | 2:6, 1:6      |
| 15. | 5. Mai 1997        | Hamburg        | Sand          | Piet Norval      | Luis Lobo Javier Sánchez           | 3:6, 6:7      |
| 16. | 2. März 1998       | Rotterdam (1)  | Teppich (i)   | Piet Norval      | Jacco Eltingh Paul Haarhuis        | 6:7, 3:6      |
| 17. | 15. Februar 1999   | Rotterdam (2)  | Teppich (i)   | Peter Tramacchi  | David Adams John-Laffnie de Jager  | 7:6, 3:6, 4:6 |